# Södertelge VBK
Elitserien (Volleyboll) VBK, eg Södertelge Volleybollklubb (SVBK), Klubben är hemmahörande i Södertälje i östra Södermanland.  
Södertelge Volleybollklubb bildades 1973 och har verksamhet både inomhusvolleyboll och beachvolley utomhus. 
Pojklaget i Volleyboll har vunnit USM (2006) och veteranlaget i Beachvolley har tagit flera SM-medaljer under åren. 
Södertelge VBK har sedan 2011 ett herrlag som spelar i Elitserien (volleyboll) men även lag som spelar i divison 1,2 och 3. Damerna spelar i division 2 och 3. 